# Helios Airways
Helios Airways era una aerolínea de bajo coste que operaba varios vuelos programados y chárter entre Chipre y varios destinos europeos. Su base principal era el Aeropuerto Internacional de Lárnaca. Cesó sus vuelos el 6 de noviembre de 2006 debido a que el Gobierno chipriota suspendió las operaciones de la compañía y congeló sus cuentas bancarias.

## Historia
La compañía se estableció como "Helios Airways" el 23 de septiembre de 1998 y fue la primera compañía aérea privada independiente de Chipre. El 15 de mayo de 2000 operó su primer vuelo chárter con destino al Aeropuerto de Londres-Gatwick. La crearon los dueños de TEA (Chipre), un operador aéreo offshore especializado en wet-lease de Boeing 737 en todo el mundo. Originalmente ofreció servicios chárter, añadiendo servicios regulares el 5 de abril de 2005. Helios fue adquirida en 2004 por el Libra Holidays Group de Limasol, Chipre.
El 14 de marzo de 2006 se anunció que Helios Airways cambiaría su nombre por αjet y eliminaría los vuelos regulares. [cita requerida]
El 30 de octubre de 2006, y en respuesta a ciertos rumores, αjet anunció que cesaría operaciones en los siguientes 90 días. A la luz de esto, el Gobierno chipriota exigió el pago inmediato de impuestos atrasados. Además, algunos proveedores privados exigieron el pago en metálico de futuros bienes y servicios proporcionados a la compañía. El 31 de octubre de 2006 la compañía anunció que cesaba operaciones de inmediato. El 11 de noviembre de 2006 el sitio web de la compañía anunciaba que el Gobierno de la República de Chipre había "suspendido ilegalmente las aeronaves de αjet y congelado las cuentas bancarias de la Compañía", "contraviniendo directamente la apelación interpuesta y ganada por αjet ante la Corte de Distrito, causando enorme daño financiero a la Compañía". αjet anunció como resultado de esto que todos los vuelos asignados para ser operados por otras compañías a todos los destinos dejarían de producirse a partir del lunes 6 de noviembre de 2006 y que los pasajeros deberían por tanto arreglar ellos mismos su situación.
Todos los vuelos de αjet quedaron suspendidos desde el 1 de noviembre de 2006 y la mayoría de los programados los tomó a cargo XL Airways, un operador charter británico. De acuerdo con los dueños, Libra Holidays, la decisión de cierre se tomó debido a los malos resultados económicos y a la presión de los acreedores.

## Incidentes y Accidentes
- El 20 de diciembre de 2004 un Boeing 737-300, registrado como 5B-DBY, sufrió una despresurización de cabina en ruta a Varsovia, tres pasajeros fueron llevados con urgencia al hospital cuando el avión aterrizó en Lárnaca, Chipre.
- El 14 de agosto de 2005 el mismo Boeing 737 en vuelo 522 de Helios Airways se estrelló en la ruta desde Lárnaca hacia Atenas, matando a las 121 personas a bordo. Se sospecha que la causa pudiera ser la pérdida de presión en cabina debido a que la válvula de regulación quedase abierta. Más tarde se descubrió que en realidad el accidente fue causado porque la válvula reguladora de presurización fue dejada en manual (abierta) por los técnicos que inspeccionaron el avión.

## Destinos
- Bulgaria
  - Sofía (Aeropuerto de Sofía)
- Chipre
  - Lárnaca (Aeropuerto Internacional de Lárnaca)
  - Pafos (Aeropuerto Internacional de Pafos)
- Francia
  - Estrasburgo
- Irlanda
  - Dublín (Aeropuerto de Dublín)
- Países Bajos
  - Ámsterdam (Aeropuerto de Schiphol)
- Polonia
  - Varsovia (Aeropuerto de Varsovia)
- Reino Unido
  - Birmingham (Aeropuerto Internacional de Birmingham)
  - Cardiff (Aeropuerto Internacional de Cardiff)
  - Londres
    - Aeropuerto de Luton
    - Aeropuerto Gatwick

  - Mánchester (Aeropuerto de Mánchester)
  - Newcastle (Aeropuerto de Newcastle)
  - Teesside (Aeropuerto de Durham Tees Valley)

## Flota
En agosto de 2006 la flota de αjet consistía en las siguientes aeronaves
3 Boeing 737-800 (todos adquiridos directamente de Boeing)
- 5B-DBH (marzo de 2001)
- 5B-DBI (abril de 2001)
- 5B-DCE (mayo de 2006)